# 캄포라
캄포라(이탈리아어: Campora)는 이탈리아 캄파니아주 살레르노도에 위치한 코무네다.